# Septosaccus rodriguezi
Septosaccus rodriguezi är en kräftdjursart som först beskrevs av Fraisse 1876.  Septosaccus rodriguezi ingår i släktet Septosaccus och familjen Peltogastridae. Inga underarter finns listade i Catalogue of Life.